# Macrobiotus luteus
Macrobiotus luteus är en djurart som tillhör fylumet trögkrypare, och som beskrevs av Thulin 1928. Macrobiotus luteus ingår i släktet Macrobiotus, och familjen Macrobiotidae. Arten är reproducerande i Sverige.